# Król i bóg
Król i bóg (rēḱs deiwos-kʷe, łac. rex deusque) – tytuł krótkiego opowiadania w zrekonstruowanym języku praindoeuropejskim. Jest luźno oparty na tekście „Król Hariszkandra”, części Aitareya Brahmana. S. K. Sen poprosił kilku badaczy zajmujących się językiem praindoeuropejskim (Y. E. Arbeitman, Eric P. Hamp, M. Mayrhofer, Jaan Puhvel i W. Winter), by zrekonstruowali PIE „ojca” tego tekstu.

## Wersje opowiadania
Wersja Hampa/Sena, która pojawiła się w Encyclopedia of Indo-European Culture (S. K. Sen zmienił imię boga z Lughus, użytego w oryginalne przez Hampa, na Werunos):
To rḗḱs éh1est. So n̥putlos éh1est. So rēḱs súhnum éwel(e)t. Só tós(j)o ǵʰeutérm̥ (e)pr̥ḱsḱet: „Súhxnus moi ǵn̥h1jotām!” So ǵʰeutēr tom rḗǵm̥ éweukʷet: „Ihxgeswo deiwóm Wérunom”. So rḗḱs deiwóm Werunom h4úpo-sesore nu deiwóm (é)ihxgeto. „ḱludʰí moi, phater Werune!” Deiwós Wérunos km̥ta diwós égʷehat. „Kʷíd welsi?” „Wélmi súxnum”. „Tód h1éstu”, wéukʷet loukós deiwos Werunos. Rēǵós pótniha súhnum gegonh1e.
Wersja Lehmanna:
Pótis gʰe ʔest. Só-kʷe n̥gn̥ʔtós ʔest, sū́num-kʷe wl̥next. So ǵʰutérm̥ pr̥ket: „Sū́nus moi gn̥hjotām!” ǵʰutḗr nu pótim weukʷet: „Jégeswo gʰi déiwom Wérunom”. úpo pro pótis-kʷe déiwom sesore déiwom-kʷe jegto. „Kludʰí moi, dejwe Werune!” Só nu km̥ta diwós gʷāt. „Kʷód wl̥nexsi?” „Wl̥néxmi sū́num”. „Tód ʔestu”, wéwkʷet lewkós déjwos. Pótnī gʰi sū́num gegonʔe.
Tłumaczenie na polski:
Był sobie król. Był bezdzietny. Chciał mieć syna. Poprosił kapłana: „spraw, by urodził mi się syn!”. Kapłan powiedział do króla: „módl się do boga Pioruna”. Król podszedł do boga Pioruna , by pomodlić się do niego. „Usłysz mnie, ojcze Piorunie!”. Bóg Piorun zstąpił z nieba. „Czego chcesz ode mnie?”. „Chcę mieć syna”. „Niech więc się stanie”, powiedział promienny bóg Piorun. Żona króla urodziła syna.